# Bernardo Giner de los Ríos
Bernardo Giner de los Ríos García (Málaga, 31 de octubre de 1888-Ciudad de México, 22 de agosto de 1970) fue un arquitecto y político español, varias veces ministro y diputado en Cortes durante el período de la Segunda República. 
Arquitecto de profesión, ha sido considerado uno de los pioneros en España del estilo racionalista y funcionalista. En su haber tiene el diseño de un buen número de edificios en Madrid, así como su participación en otros proyectos arquitectónicos. Tras la proclamación de la segunda República se inició en la política y fue elegido varias veces diputado en las Cortes, ingresando en el partido Unión Republicana. Durante la guerra civil española formó parte del gobierno republicano y estuvo al frente de varios ministerios, entre ellos el de Comunicaciones y Transportes, puestos que desempeñaría hasta el final de la contienda. 
Con la derrota de la República hubo de marchar al exilio, trasladándose a Sudamérica. Se instaló en México junto a otros miembros del exilio republicano, país donde desarrolló una prolífica actividad. Llegaría a ser secretario general del presidente de la República en el exilio, Diego Martínez Barrio. Tras su muerte, Giner de los Ríos dejó el legado de una singular y minuciosa crónica del exilio republicano español entregada por sus herederos al Ateneo Español de México en 2016.

## Biografía

### Primeros años y formación
Nació en Málaga el 31 de octubre de 1888, en el seno de una familia de clase media. Miembro de una de las más añejas familias institucionistas, Bernardo fue hijo de Hermenegildo Giner de los Ríos y Laura García Hoppe, hermano de Gloria Giner de los Ríos García y sobrino de Francisco Giner de los Ríos —fundador de la Institución Libre de Enseñanza—. En su juventud realizó estudios de Bachillerato en Barcelona. Tras cursar estudios universitarios de Ingeniería en Madrid y Arquitectura en Bolonia, fue profesor de Historia de la Arquitectura y de Historia del Arte en la Institución Libre de Enseñanza. En 1929 colaboró con el  arquitecto Eugenio Fernández Quintanilla en la redacción de Madrid: información sobre la ciudad, obra de investigación que fue presentada en el I Congreso de Urbanismo en España, congreso presidido por el propio Giner de los Ríos. También organizó con Fernández Quintanilla y en ese mismo año, la Oficina de Información sobre la Ciudad de Madrid.
En 1917 contrajo matrimonio con Elisa Morales, con la que tendría varios hijos —Francisco, Manuel, Elisa y Consuelo—.

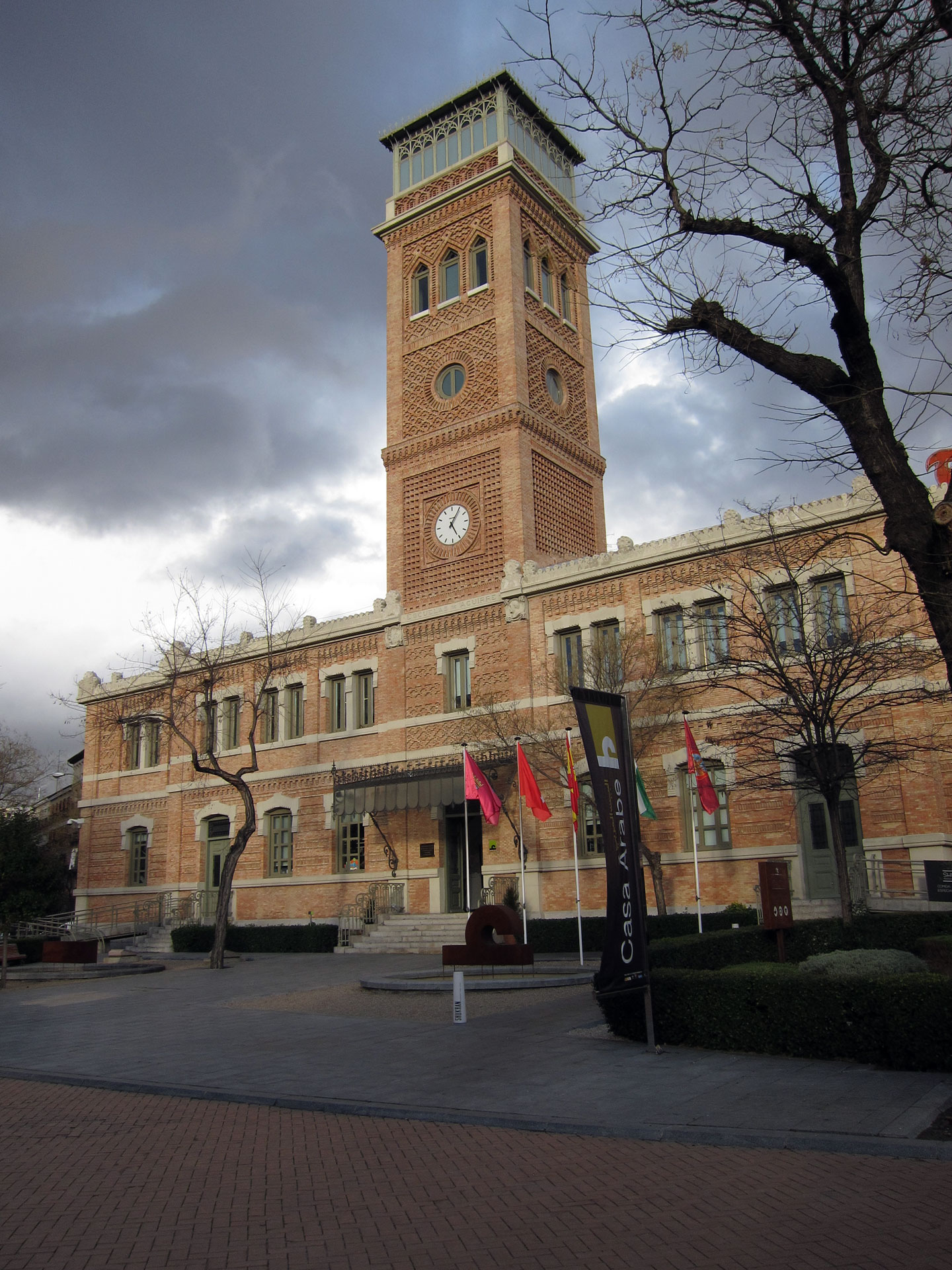
Las antiguas Escuelas Aguirre, proyecto de Emilio Rodríguez Ayuso, construido de 1881 a 1886, y luego mejorado y ampliado por Luis Bellido González, Antonio Flórez Urdapilleta y Bernardo Giner.

Se convirtió en arquitecto del Ministerio de Instrucción Pública y Bellas Artes, y a partir de 1929 dirigió la sección de construcciones escolares del Ayuntamiento de Madrid (puesto que mantuvo hasta 1933). Durante estos años destacó en su labor como arquitecto; sería uno de los pioneros en España en la construcción de edificios que seguían el estilo racionalista y funcionalista, diseñando un gran número de centros educativos, apartamentos o edificios de oficinas.

### Carrera política
Simpatizante en su juventud del «radicalismo» republicano de Alejandro Lerroux, no sería hasta después de la proclamación de la Segunda República cuando ingresara en la política activa. De cara a las elecciones de 1931 fue incluido en las candidaturas de la Conjunción Republicano-Socialista por la provincia de Málaga, logrando obtener escaño. En las Cortes se adscribiría a la minoría parlamentaria de la Agrupación al Servicio de la República (ASR); cuando este grupo desapareció Giner de los Ríos continuaría como diputado independiente. Causaría baja como parlamentario en octubre de 1933. Un año después, en 1934, ingresaría en Unión Republicana (UR), una escisión centrista procedente del Partido Radical de Lerroux. En el seno de la nueva formación sería elegido secretario general de su comité ejecutivo nacional.
Participó en las elecciones de febrero de 1936 integrado en las listas del Frente Popular por la circunscripción de Jaén —en representación de Unión Republicana—. En los comicios obtuvo 138.340 votos, logrando el acta de diputado. En las Cortes formaría parte de las comisiones parlamentarias de Comunicaciones y Gobernación. Unos meses después, el 13 de mayo sería designado ministro de Comunicaciones y Marina Mercante en el gabinete presidido por Santiago Casares Quiroga. En calidad de tal, Giner de los Ríos habría ordenado intervenir las líneas telefónicas de algunos militares que se sospechaba que estaban conspirando contra la República.

### La Guerra Civil

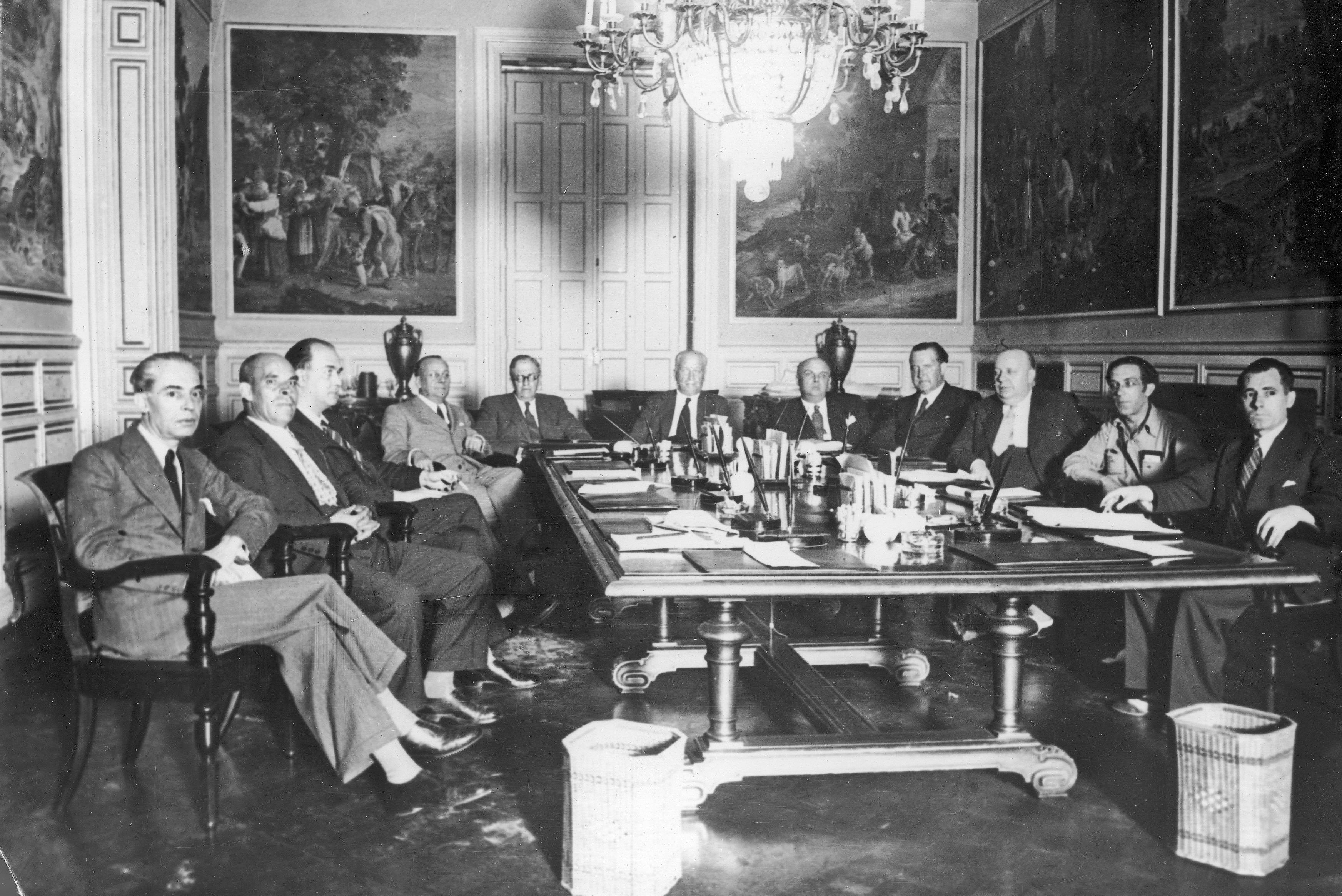
El primer gobierno Largo Caballero en 1936. El primero por la izquierda es Bernardo Giner de los Ríos.

Tras el estallido de la Guerra Civil, pasará a ocupar brevemente el puesto de ministro de Trabajo, Sanidad y Previsión Social en el llamado «gobierno de conciliación» de Martínez Barrio que se formó el 19 de julio. Pero este gabinete tuvo una muy corta duración, de tan solo un día, asumiendo nuevamente la cartera de Comunicaciones y Marina Mercante; retendría este cargo durante los sucesivos gobiernos presididos por José Giral y Francisco Largo Caballero. A lo largo de la contienda Giner de los Ríos ejerció de hecho como el representante de Unión Republicana en el gobierno de concentración —que integraba a otras fuerzas del Frente Popular—.
En mayo de 1937, tras la formación del gobierno presidido por Juan Negrín, pasaría a desempeñar la cartera unificada de Comunicaciones, Transportes y Obras Públicas. En el cambio de gobierno de abril de 1938 Giner de los Ríos continuaría como ministro, pero el departamento de Obras Públicas se desgajó de su ministerio y pasaría a ser desempeñado por Antonio Velao Oñate.
El estallido de la contienda creó una situación excepcional a la que debió enfrentarse. Mediante un decreto del 3 de agosto de 1936 el Estado se incautó de las compañías ferroviarias privadas que operaban en la zona leal a la República, pasando a controlar directamente la red ferroviaria —si bien serían los comités obreros quienes realmente se hicieran con la gestión directa—. Superada ya la fase revolucionaria que se vivió en los primeros meses de la guerra en la zona republicana, en octubre de 1937 el gobierno nacionalizó las compañías ferroviarias que hasta entonces habían continuado existiendo de iure en su territorio. En su lugar se constituyó una nueva empresa, llamada «Red Nacional de Ferrocarriles», que pasó a ser propietaria de todas las líneas —de ancho ibérico y/o vía estrecha— que ya controlaba el Estado desde la promulgación del decreto de 3 de agosto de 1936.
Otra de las cuestiones que tuvo que atender fue la de los abastecimientos, que a medida que avanzó la guerra se convirtió en un grave problema y en ciudades como Madrid alcanzaría dimensiones dramáticas, debido a las carestías de alimentos básicos. A finales de 1936 la capital logró resistir el asalto del ejército franquista, pero quedó semi-cercada del resto de la España republicana. Es por ello que durante 1937 se acometió la construcción del llamado Ferrocarril «de los cuarenta días», que permitió la llegada de suministros a Madrid, dado que las comunicaciones ferroviarias habían quedado cortadas por el avance de las fuerzas sublevadas.
Con el traslado de la sede del gobierno republicano a Valencia, en noviembre de 1936, Giner de los Ríos también pasó a residir en esta ciudad. Posteriormente lo haría a Barcelona, a donde se trasladó el gobierno en noviembre de 1937. A lo largo de la contienda asistió a casi todos los plenos que celebraron las Cortes republicanas mientras duró el conflicto. También estuvo presente en la última reunión de las Cortes, celebrada en el castillo de Figueras el 1 de febrero de 1939.

### Exilio y vida posterior
Al final de la contienda tuvo que partir al exilio, instalándose primero en el sur de Francia junto a su familia. No tardaría en trasladarse a América: se exilió inicialmente en Santo Domingo, capital de la República Dominicana. Allí encontró un puesto de trabajo como arquitecto municipal por mediación del dictador dominicano Leónidas Trujillo. En la isla caribeña ayudó a otros refugiados españoles que huían de Europa. A finales de 1940 abandonaría este país junto a su familia y con el apoyo económico de la Junta de Auxilio a los Republicanos Españoles (JARE) se trasladó a México, instalándose en Ciudad de México en enero de 1941.
Fue, junto a Luis Lacasa y Manuel Sánchez Arcas, uno de los tres arquitectos sancionados por el régimen franquista en 1942 con la pena máxima de inhabilitación perpetua para el ejercicio público y privado de la profesión. La dictadura también le impuso una multa de cinco millones de pesetas, además de confiscar sus propiedades.
Tras instalarse en México, volvió a ejercer su profesión y lograría rehacer su vida, alcanzando una posición social acomodada. Se mantuvo en estrecho contacto con los círculos del exilio republicano español. Llegó a formar parte de la junta directiva de la Junta Española de Liberación, organismo formado en 1943 por los exiliados españoles. Acabada la Segunda Guerra Mundial, en 1945 fue uno de los asistentes a la reunión que celebraron las Cortes republicanas en el exilio en Ciudad de México.
Persona muy cercana a Diego Martínez Barrio, tras el nombramiento de este como presidente de la República Española en el exilio (en 1945), Giner de los Ríos fue designado para el cargo de secretario general de la Presidencia de la República; en calidad de tal, se trasladaría a París en 1946 junto a Martínez Barrio. Residió en la capital francesa durante algunos años, hasta que decidió regresar a México. Allí siguió estando vinculando al exilio republicano, participando en conferencias y actos organizados por el Centro Republicano Español, entre otros. En 1961 participaría en el trigésimo aniversario de la promulgación de la Constitución de la Segunda República.
Falleció en Ciudad de México el 22 de agosto de 1970, a los 81 años de edad.

## Un arquitecto para la Institución Libre de Enseñanza

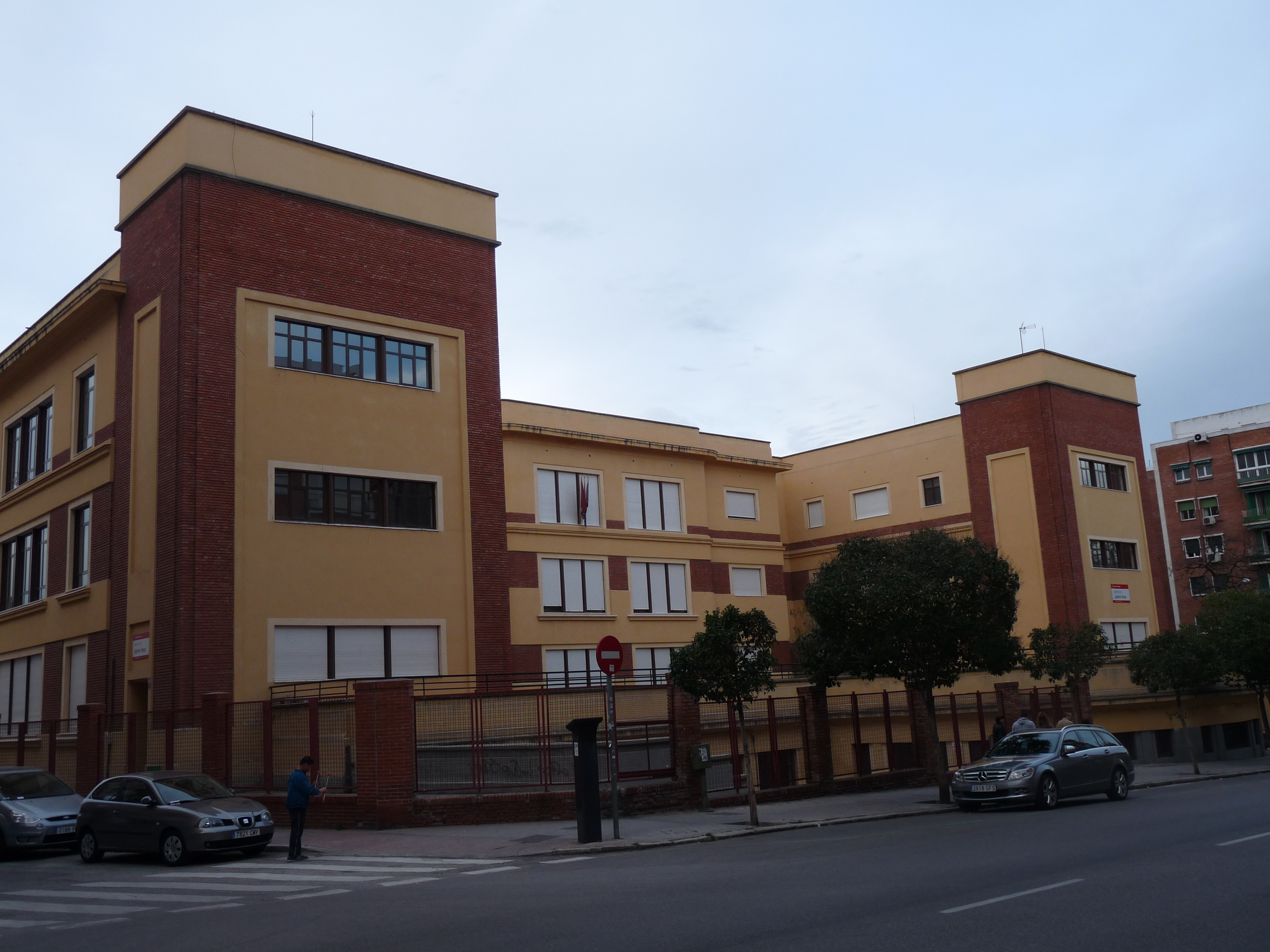
Colegio Nacional Emilio Castelar, construido hacia 1930-1931, luego IES Jaime Vera, en el distrito de Tetuán de Madrid. Uno de los muchos grupos escolares o colegios proyectados por Bernardo Giner de los Ríos.

Bernardo, sobrino de Francisco Giner de los Ríos, fue sin duda uno de los materializadores objetivos del sueño del pedagogo español. La ficha de la Fundación del Colegio de Arquitectos de Madrid (COAM) muestra un total de 25 colegios públicos, escuelas y grupos escolares, conservados en la capital de España, diseñados por Bernardo Giner. Junto a estos, puede citarse su participación en la Casa Árabe o Antiguas Escuelas Aguirre; si bien el más representativo en el contexto de la ILE, podría ser el modesto diseño de los Pabellones Macpherson y de párvulos de la Institución Libre de Enseñanza, de 1909 (Ref.: L2.136 del COAM). Sin olvidar el Colegio Público Menéndez y Pelayo (1922), o en un contexto más amplio, el Pabellón Central del Hospital de Cantoblanco.